# Tadeusz Cuch
Tadeusz Cuch (* 17. Februar 1945 in Stary Bazanów, Gmina Ryki) ist ein ehemaliger polnischer Sprinter.
Bei den Europäischen Juniorenspielen 1964 in Warschau gewann er Bronze über 100 Meter.
1969 wurde er bei den Europameisterschaften in Athen Vierter in der 4-mal-100-Meter-Staffel und schied über 100 Meter im Vorlauf aus.
Bei den Europameisterschaften 1971 in Helsinki gewann er Silber in der 4-mal-100-Meter-Staffel und scheiterte über 100 Meter in der Vorrunde.
Bei den Olympischen Spielen 1972 in München wurde er Sechster in der 4-mal-100-Meter-Staffel, kam aber über 100 Meter erneut nicht über den Vorlauf hinaus.
Seine handgestoppte Bestzeit über 100 Meter von 10,3 s stellte er am 4. August 1969 in Kiew auf, seine elektronisch gestoppte von 10,49 s am 17. Juni 1973 in Warschau.